# Madeleine Fié-Fieux
Pour les articles homonymes, voir Fieux (homonymie).
 (mars 2013).
Si vous disposez d'ouvrages ou d'articles de référence ou si vous connaissez des sites web de qualité traitant du thème abordé ici, merci de compléter l'article en donnant les références utiles à sa vérifiabilité et en les liant à la section « Notes et références ».
Madeleine Fié-Fieux, née le 23 septembre 1897 à Varennes-en-Gâtinais et morte le 28 août 1995 à Clohars-Fouesnant, est une artiste peintre française qui s'est spécialisée dans les portraits, les compositions florales et la représentation de la statuaire bretonne.

## Biographie
Son père Émile-Édouard Fié est dentiste, rue de Passy à Paris. Sa mère prend la gérance de la pharmacie de son oncle lorsque Madeleine a six ans.
Pensionnaire au lycée Molière jusqu’à l’âge de seize ans, Madeleine reçoit l’éducation alors en usage alors dans les familles bourgeoises : études classiques, cours de piano, de chant, de diction, de dessin. Remarquant son attirance particulière pour le dessin, sa mère lui fait donner des cours à la mairie de Passy par Mme Parent-Girard.
Après cette première année d’études consacrées à l’art du portrait, la jeune Madeleine réalise à Varennes, où elle passait toutes ses vacances chez ses grands-parents, le portrait au fusain du tonnelier-tambour de la commune, Goix-le-Magnifique. Très satisfait, Goix expose ce portrait dans la salle de billard du café. Voyant ce portrait en achetant son journal, la fille de la châtelaine de Langesse, Mlle de Bellecour, rédige une lettre de recommandation permettant à Madeleine d’entrer à l’académie Julian, rue de Berri, à Paris. Madeleine y restera une dizaine d’années.
À vingt-quatre ans, Madeleine est victime d'une hémoptysie. Le médecin lui prescrit une cure à Arcachon, où elle s’installe et y résidera trois ans. Elle y exécute ses plus beaux portraits, consacrés aux résiniers et à ceux qui souffrent. Rentrée à Paris en pleine santé, elle épouse Philippe Fieux, un jeune homme prothésiste qu’elle avait rencontré quelques années auparavant au cabinet de son père, et qui était devenu depuis un dentiste confirmé installé à Nantes.
Les jeunes époux trouvent une maison à Nantes, boulevard des Anglais, et, sur les conseils de sa mère, Madeleine reprend ses cours de dessin. C’est là qu’elle rencontre Émile Simon, professeur de dessin à l’École des Beaux Arts de Nantes, qui donnait également des leçons particulières.
Vers 1938, Émile Simon fait le portrait de Madeleine, inspiré par un récital Chopin donné par Mme Fié-Fieux un soir de Noël. Dès lors, et jusqu’à la disparition d’Émile Simon, ils ne devaient plus jamais se perdre de vue.

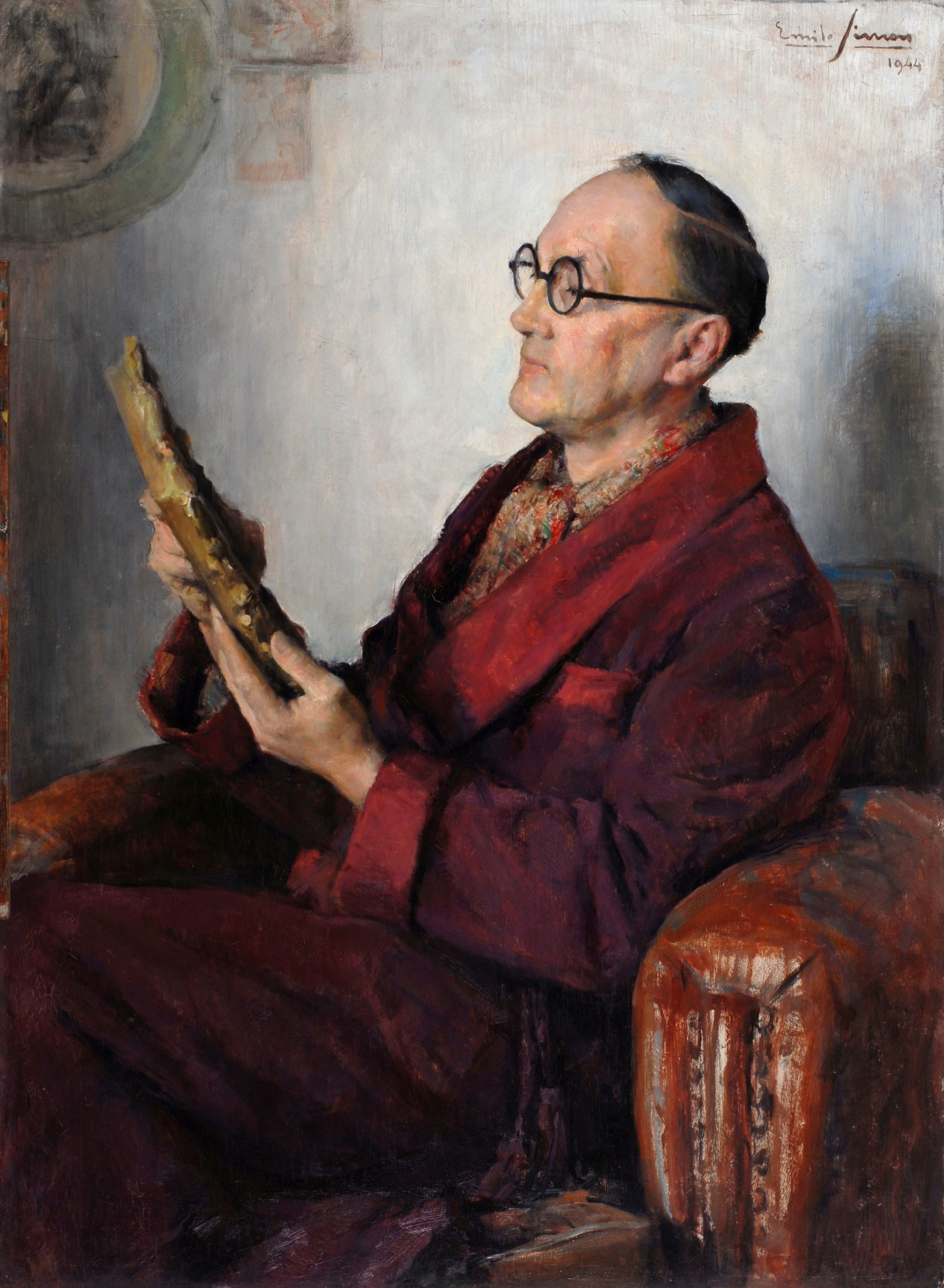
Philippe Fieux peint par Emile Simon

La maison des Fié-Fieux est détruite lors du premier bombardement de Nantes durant de la Seconde Guerre mondiale. La famille s’installe dans celle d’Émile Simon au 22, rue George-Sand (Madeleine avait aidé financièrement celui-ci à acheter la maison). Lors du second bombardement de la ville, c'est l’exode vers le Finistère : d’abord au manoir de Kervao, près de Quimper, qu’ils achètent ensemble, puis après la guerre au manoir du Squividan, vaste demeure bourgeoise du milieu du XIXe siècle située au milieu d'un parc dans la commune de Clohars-Fouesnant, près de Bénodet. Ils s’y adonnent à la peinture dans leur atelier situé au deuxième étage.
Ils vivront tous les trois au Squividan une trentaine d’années. Philippe Fieux n’était pas inutile dans l’inspiration des deux artistes, car il semble que ce soit lui qui les ait aiguillés vers les pardons, sur lesquels il était bien documenté[réf. nécessaire].
Madeleine meurt le 28 août 1995 chez elle au manoir de Squividan. Elle lègue par testament la demeure au Conseil général du Finistère, qui l’accepte le 8 décembre 1997. La clause du legs est l’ouverture au public du domaine, ce qui a été réalisé en 2009, après des travaux d'aménagement d'un espace muséographique. Le Conseil général en a confié la gestion au Musée départemental breton de Quimper, qui assure également l'inventaire et la conservation des collections d'œuvres, de meubles et d'objets du manoir de Squividan. Le musée a depuis organisé plusieurs expositions mêlant des œuvres d’Émile Simon et de Madeleine Fié-Fieux. L'œuvre de cette dernière a également été montrée au musée du Faouët dans le cadre de l'exposition des Femmes artistes en Bretagne (2013).

## Œuvre
L’œuvre peint de Madeleine Fié-Fieux est essentiellement consacré à l’art du portrait, des compositions florales et de la représentation de la statuaire bretonne.
Le portrait
- Le résinier d’Arcachon, 1928
- Le Joueur de Biniou, 1943
- Le vieux Breton
- L’Apôtre

Pour exprimer sa foi lors de la maladie de son mari, elle peignit un apôtre en prenant pour modèle un homme du peuple, un chaudronnier.
Après la mort d’Émile Simon, elle entreprit de faire son portrait posthume, à partir des esquisses qu’elle avait réalisées dans le passé.
Les bouquets
Les fleurs occupèrent une grande place dans sa vie, il y avait un grand jardin au Squividan et les bouquets sont nombreux parmi dans son œuvre peint.
Les statues d’église
Elle passait des moments dans le calme et le recueillement des vieilles chapelles à fixer sur la toile ces témoignages de la foi bretonne.
- Notre-Dame de Kerdévote à Ergué-Gabéric, 1954
- Notre-Dame des Fleurs à Saint Fiacre, 1958
- Saint Nicolas à Briec, 1970